# K1810WM86

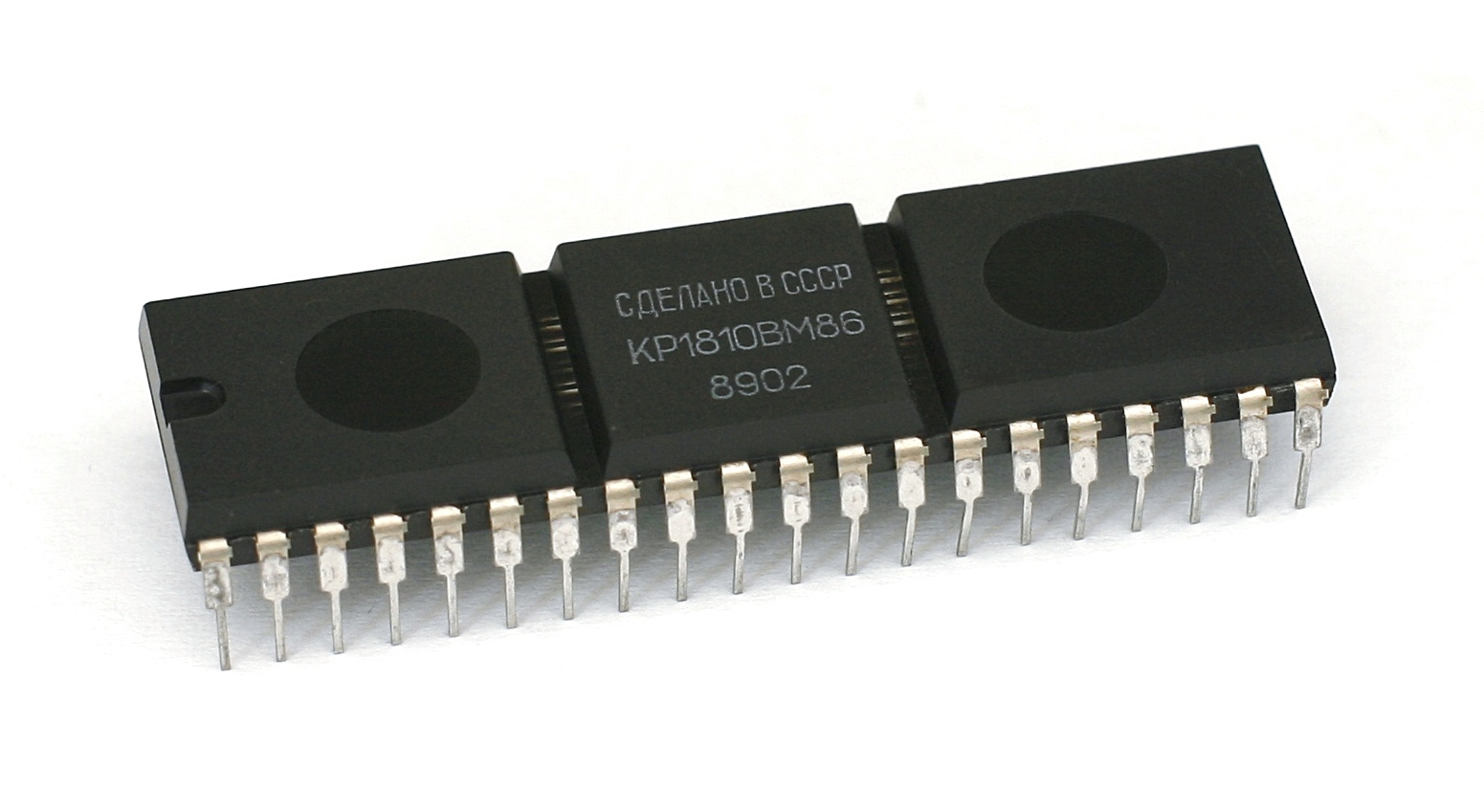
Mikroprozessor K1810WM86

Der K1810WM86 (rus. К1810ВМ86) ist ein sowjetischer Nachbau des 16-Bit-Mikroprozessors Intel 8086. Die Entwicklung begann 1982 und wurde 1985 abgeschlossen. Das Kombinat Robotron verwendete den Chip als Hauptprozessor unter anderem für den ESER-PC EC 1834 sowie in den Bürocomputern A 7100 und A 7150.

## Kenndaten & Aufbau

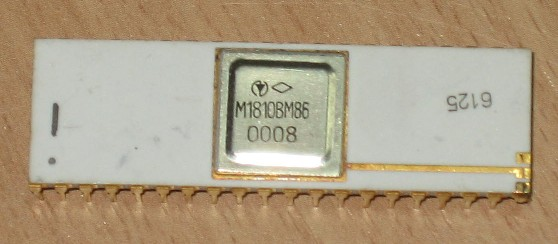
M1810VM86 (Militärversion, entspricht Intel 8086)

Der K1810WM86 verfügt über einen 16 Bit breiten Datenbus und einen 20 Bit breiten Adressbus.
Er besitzt insgesamt 14 Register:
- 4 Datenregister (AX, BX, CX, DX)
- 4 Zeiger- und Indexregister (BP, SP, DI, SI)
- 4 Segmentregister (CS, DS, ES, SS)
- 1 Befehlszeiger (IP)
- 1 Flagregister

Alle oben genannten Register sind 16 Bit breit. Für den High- und Low-Teil der Datenregister, gibt es eigene Bezeichnungen:AH (High-Part), AL (Low-Part) bei AX, BH, BL bei BX usw.
Der K1810WM86 besitzt wie sein Vorbild eine segmentierte Speicherarchitektur: Der Speicher ist in 64 KB große Segmente unterteilt. Jedes der Segmentregister zeigt auf eines dieser „Stücke“.
Die Bildung der physischen Adresse geht folgendermaßen:
Physische Adresse = (Segmentregister × 16) + effektive Adresse
Effektive Adresse = Basisregister + Indexregister + Displacement
Durch obige Regel wird eine 20 Bit breite Adresse gebildet. Die Register BP und BX können als Basisregister und die Register SI und DI als Indexregister verwendet werden. Als Displacement können 8- bzw. 16-Bit-Werte benutzt werden.
Der Befehlssatz lässt sich in folgende Kategorien unterteilen:
- Datentransfer
- Arithmetik
- Logik
- Stringmanipulation
- Programmtransfer
- Steuerung

Die CPU ist mehrprozessorfähig: Sie kann mit einem Numerikkoprozessor (K1810WM87) und einem I/O-Prozessor (K1810WM89) kombiniert werden.